# 정민성 (배우)
정민성 (1975년 7월 7일 ~ )은 대한민국의 배우이다. 2018년 현재 포털사이트 필모그래피를 보면 총 73개의 작품에 출연했다. 참고로 데뷔는 1999년 영화 박하사탕의 단역인데 가구점 직원1. 우리나라에서 유독 형사가 출연하는 영화가 많아 형사 역할을 익히고자 많은 시간을 보냈다고 한다. 필모를 보면 형사 외에도 기자 역할이 더 눈에 띈다.

## 학력
- 서울예술대학 연극과

## 출연작

### 영화
- 《천국은 없다》 (2025년)
- 《헤븐: 행복의 나라로》 (2020년)
- 《블랙머니》 (2019년) - 오명호 역
- 《엑시트》 (2019년) - 첫째 매형 역
- 《행복의 나라》 (2018년) - 상철 역
- 《꾼》 (2017년) - 최 기자 역
- 《범죄의 여왕》 (2016년) - 오민성 경사 역
- 《한 줌》 (2015년) - 철규 역
- 《기음》 (2015년) - 대붕 역
- 《내부자들》 (2015년) - 인터뷰 기자 역
- 《세계일주》 (2015년) - 만취남 역
- 《천 번을 불러도》 (2014년) - 김상태 역
- 《노브레싱》 (2013년) - 아나운서 역
- 《공범》 (2013년) - 추행남 역
- 《소원》 (2013년) - 김 기자 역
- 《숨바꼭질》 (2013년) - 조민훈 역
- 《마이 라띠마》 (2013년) - 노숙자 3 역
- 《미나문방구》 (2013년) - 부부 남 역
- 《런닝맨》 (2013년) - 최 기자 역
- 《파파로티》 (2013년) - 진우 역
- 《신세계》 (2013년) - 형사 역
- 《박수건달》 (2013년) - 동료의사 역
- 《가족시네마》 (2012년) - 장철수 역
- 《음치클리닉》 (2012년) - 형사 역
- 《하울링》 (2012년) - 남상훈 역
- 《불온한 시선위에 서다》 (2011년)
- 《위도》 (2011년) - 이순경 역
- 《챔프》 (2011년) - 박 기자 역
- 《위험한 상견례》 (2011년) - 나이트 지배인 역
- 《뫼》 (2010년)
- 《간만에 나온 종각이》 (2010년)
- 《민방위 FM》 (2010년) - 무적7사남 역
- 《황해》 (2010년) - 형사 2 역
- 《쩨쩨한 로맨스》 (2010년) - 박 팀장 역
- 《아저씨》 (2010년) - 정보과 역
- 《첫사랑 열전》 (2010년) - 덕희 역
- 《구르믈 버서난 달처럼》 (2010년) - 황윤길 역
- 《반가운 살인자》 (2010년) - 형사 2 역
- 《무법자》 (2010년) - 교통경찰 역
- 《케 세라, 세라》 (2009년) - 경찰관 1 역
- 《낙원 - 파라다이스》 (2009년) - 재광 역
- 《나는 행복합니다》 (2009년) - 건달 역
- 《청담보살》 (2009년) - PD 역
- 《킬미》 (2009년) - 형사 1 역
- 《집행자》 (2009년) - 의무관 역
- 《헬로우 마이 러브》 (2009년) - 판사 역
- 《국가대표》 (2009년) - 벼룩시장 기자 역
- 《로니를 찾아서》 (2009년) - 유통회사 직원 역
- 《작전》 (2009년) - 형사 1 역
- 《내 인생의 1할》 (2008년)
- 《이상한 나라의 바툼바》 (2008년)
- 《두 아이》 (2008년) - 현성 역
- 《모던 보이》 (2008년) - 일본인 직원 역
- 《아기와 나》 (2008년) - 취객남 역
- 《크로싱》 (2008년) - 탈북자 4 역
- 《걸스카우트》 (2008년) - 마트 매니저 역
- 《마이 뉴 파트너》 (2008년) - 차 형사 역
- 《기다리다 미쳐》 (2008년) - 현준 역
- 《Close to You》 (2007년) - 선생님 역
- 《스카우트》 (2007년) - 경찰 2 역
- 《즐거운 인생》 (2007년) - 기영 후배 역
- 《마강호텔》 (2007년) - 택시기사 역
- 《1번가의 기적》 (2007년) - 외과의사 역
- 《구보씨일보》 (2006년) - 전도사내 역
- 《미치도록 재수있는 인생》 (2006년)
- 《삶은 전진하고》 (2006년) - 여자의 남자친구 역
- 《팔월의 일요일들》 (2006년) - 호상 동료 역
- 《올드미스 다이어리 극장판》 (2006년) - 형사 1 역
- 《미녀는 괴로워》 (2006년) - 응급실 인턴 역
- 《생날선생》 (2006년) - 바텐더 역
- 《공필두》 (2006년) - 노상 강도 역
- 《국경의 남쪽》 (2006년) - 단원 1 역
- 《HAAN 한길수》 (2006년) - 김 동지 역
- 《키다리 아저씨》 (2005년) - 우체국 직원 역
- 《빛나는 거짓》 (2005년)
- 《신석기 블루스》 (2004년) - 의사 4 역
- 《내 머리 속의 지우개》 (2004년) - 전화받는 행인 역
- 《도마 안중근》 (2004년) - 한말 군인 역
- 《박하사탕》 (2000년) - 가구점 직원 1 역
- 《그들의 느티나무》 (1999년)

### 드라마
- 《개소리》 (2024년, KBS2) - 백 감독 역
- 《DNA 러버》 (2024년, TV조선) - 서형철 역
- 《형사록 2》 (2023년, Disney+) - 황진석 역
- 《핀란드 파파》 (2023, 시네마천국) - 카카 역
- 《해피니스》 (2021, tvN) - 102동 감염자 역
- 《라켓소년단》 (2021년, SBS)  - 도시 남편 역
- 《드라마 스테이지 - 덕구 이즈 백》 (2021, tvN) - 정치국 역
- 《청춘기록》 (2020, tvN) - 김장만 역
- 《365 : 운명을 거스르는 1년》 (2020년, MBC)  - 차증석 역
- 《유령을 잡아라!》 (2019, tvN) - 악덕 사채업자 역 (3회, 특별출연)
- 《쌉니다 천리마마트》 (2019, tvN) - 최일남 역
- 《왓쳐》 (2019년, OCN) - 손병길 역
- 《신과의 약속》 (2018년, MBC)  - 지도엽 역
- 《친애하는 판사님께》 (2018년, SBS)  - 신반장 역
- 《마더》 (2018년, tvN) - 고상덕 변호사 역
- 《슬기로운 감빵생활》 (2017년, tvN) - 고박사 역
- 《추리의 여왕》 (2017년, KBS2)
- 《KBS 드라마 스페셜 - 칠흑》 (2014년, KBS2) - 소장 역
- 《꽃할배 수사대》 (2014년, tvN) - 학교 경비원 역
- 《KBS 드라마 스페셜 - 상권이》 (2012년, KBS2) - 광요 역
- 《유리가면》 (2012년, tvN)
- 《넝쿨째 굴러온 당신》 (2012년, KBS2) - 의사 역
- 《심야병원》 (2011년, MBC) - 간기증 하는 남자 역
- 《애정만만세》 (2011년~2012년, MBC) - 형사 역
- 《내 마음이 들리니》 (2011년, MBC) - 김비 역
- 《천상의 화원 곰배령》 (2011년, 채널A) - 노재승 역
- 《그대, 웃어요》 (2009년, SBS) - 김 비서 역
- 《돌아온 일지매》 (2009년, MBC) - 부지부장 역